# Ема Морано
Ема Мартина Луиђа Морано (итал. Emma Martina Luigia Morano; Чивијаско, 29. новембар 1899 — Вербанија, 15. април 2017) била је италијанска суперстогодишњакиња која је према гинисовој књизи рекорда носила титулу најстарије живе особе на свету у периоду од 12. маја 2016. до 15. априла 2017. године.

## Биографија
Ема Морано рођена је у Чивијаскоу, Пијемонт, Италија, 29. новембра 1899. године. Њени родитељи били су Ђовани Морано и Матилда Брешани. Њена мајка, тетка и неки од њених браће и сестара достигли су 90 година, а њена сестра Анђела Морано (1908–2011) преминула је у 102. години живота.
1926. године, удала се за Ђованија Мартинуција (1901–1978). Добили су сина 1937. године, али је он преминуо шест месеци након рођења. Брак није био срећан јер је Ђовани наводно учествовао у супружном злостављању, а 1938. године, истерала је свог мужа из куће. Раздвојили су се, али су и даље били формално у браку све до његове смрти 1978. године. Радила је у фабрици Јуте до 1954. године, а затим је радила као куварица у интернату до пензионисања 1974. године у 74. години живота.
2. априла 2013. године, након смрти 113-годишње Марије Редаели, постала је најстарија жива особа у Италији и Европи.
9. августа 2014. године, у доби од 114 година и 253 дана, премашила је старост Венере Пицинато-Папо (1896—2011) од 114 година и 252 дана, поставши најстарија особа која је икада живела у Италији.
12. маја 2016. године, након смрти 116-годишње Сузане Мушат Џоунс из Сједињених Америчких Држава, постала је најстарија жива особа на свету и последња преживела особа рођена у 1800-им годинама.
Ема Морано преминула је у Вербанији, Пијемонт, Италија, 15. априла 2017. године, у доби од 117 година и 137 дана. Њена смрт означила је крај једне ере, пошто је била последња особа рођена пре 1900. године. Након њене смрти, тада 117-годишња Вајолет Браун са Јамајке, преузела је титулу најстарије живе особе на свету.